# Xenoblade Chronicles 2
Xenoblade Chronicles 2 (ゼノブレイド2?, Zenobureido Tsū) è un J-RPG d'azione sviluppato da Monolith Soft e pubblicato nel 2017 da Nintendo per Nintendo Switch. È il seguito di Xenoblade Chronicles.
Pubblicato in tutto il mondo il 1º dicembre 2017, è il terzo capitolo di Xenoblade Chronicles e il settimo ingresso principale della serie Xeno. I piani per il gioco sono iniziati poco prima del lancio di Xenoblade Chronicles X nel 2014. Sono tornati i principali sviluppatori dei giochi precedenti, tra cui il creatore del franchise Tetsuya Takahashi e i registi Koh Kojima e Genki Yokota. Il team voleva sviluppare un gioco la cui storia avesse lo stile del capitolo precedente. Il gioco è stato annunciato nel 2017 con una data di uscita mondiale prevista per lo stesso anno. Come per Xenoblade Chronicles, il gioco è stato localizzato da Nintendo of Europe.
Nel gameplay, Xenoblade Chronicles 2 è simile al precedente, ma con in più una meccanica di evocazione. Presenta ambienti e personaggi diversi da Xenoblade Chronicles e segna il ritorno della storia come linea guida principale, a differenza di Xenoblade Chronicles X, che si concentrava sull'esplorazione open world. Xenoblade Chronicles 2 si svolge ad Alrest, un mondo coperto da un mare di nuvole. Gli umani vivono sopra e all'interno di grandi creature viventi conosciute come Titani. Tra le diverse etnie che popolano Alrest alcuni individui posseggono delle caratteristiche che li rendono in grado di evocare, attraverso dei cristalli, degli esseri noti come "Gladius" e per questo vengono definiti "Ductor". Dopo essere stato assunto per una missione di salvataggio, un giovane pilota di nome Rex viene ucciso, ma la Gladius Leggendaria Pyra lo rianima con la promessa che Rex la porti in un luogo leggendario da tutti conosciuto come "Elysium". Nel corso della storia insieme a Rex si uniranno diversi personaggi e sarà inseguito da un gruppo chiamato "Torna" che vuole catturare Pyra e servirsi dei suoi poteri.
Il gioco ha ricevuto recensioni generalmente positive, con elogi diretti alla sua storia, combattimento, musica, ambienti e quantità di contenuti. Con oltre 2 milioni di copie vendute a novembre 2020, è il titolo più venduto della serie Xeno e il gioco di maggior successo commerciale di Monolith Soft. I contenuti scaricabili basati sulla storia sono stati rilasciati per il gioco nel settembre 2018. Il contenuto, Xenoblade Chronicles 2: Torna - The Golden Country , si svolge 500 anni prima del gioco principale e presenta nuove meccaniche di gioco.

## Trama
Rex, un orfano che raccoglie tesori da sotto il Mare delle Nuvole per soldi, viene assunto da Bana, il presidente della gilda di Argentum per aiutare i Ductor Jin, Malos e Nia, nel recupero di un tesoro situato in un'antica nave nelle profondità del mare di nuvole. Nella nave, trovano Pyra, una Gladius leggendaria nota come "Aegis". Quando Rex allunga la mano per toccare la spada di Pyra, Jin lo pugnala uccidendolo. Rex si risveglia in una grande distesa di prato verde insieme a Pyra, che gli rivela che il luogo in cui si trovano è un ricordo della sua vecchia casa, l'Elysium. Lei gli chiede di portarla all'Elysium e in cambio gli dà metà del suo cristallo per riportarlo in vita, diventandone lei la Gladius e lui il Ductor. Dopo aver scoperto che Rex è tornato in vita come Gladius di Pyra, Jin e Malos cercheranno di ucciderlo, mentre Nia rimane molto restia nel farlo. Il titano su cui Rex vive, Azurda (che egli chiama "Nonnetto") sopraggiunge sul luogo per salvare Rex, Pyra e Nia (che lascia il gruppo di Malos e Jin), fuggendo sul titano "Gormott", e Azurda ferito ritorna al suo stadio larvale. Poco dopo, arrivano nella capitale del Gormott, Torigoth, dove incontreranno un Nopon di nome Tora e la sua Gladius artificiale Poppi; Tora si unirà al gruppo e tutti insieme cercheranno di raggiungere Elysium, ma vengono fermati da Ophion un guardiano messo a protezione dell'ingresso che porta a Elysium e inghiottiti dal Titano "Uraya".
Dopo che il gruppo combatte contro il driver mercenario Vandham mentre fuggono dallo stomaco dell'Uraya, quest'ultimo si unisce al gruppo e Rex inizia a guardarlo come un mentore. Il gruppo in seguito viene a sapere che Malos in realtà è un altro Aegis il cui Ductor è Amalthus il pretore del titano Indol, e che insieme a Jin sono i leader di Torna, un gruppo terroristico che prende il nome da un Titano distrutto nella guerra degli Aegis 494 anni prima, e che il loro scopo è distruggere l'umanità scatenando su Elysium Aion, una potentissima macchina utilizzabile solo dagli Aegis. Durante una battaglia con Malos e un suo tirapiedi di nome Akhos, Vandham viene ucciso e Pyra svela la sua vera forma, Mythra. Il gruppo verrà a conoscenza che a seguito della distruzione del titano Torna e di tutte le forme di vita che vi abitavano, Mythra ritenendosi responsabile sigillò il suo potere di Aegis creando la personalità Pyra e addormentandosi al suo interno. Una volta risvegliatasi entrambe le personalità si scambieranno tra loro a seconda della situazione.
Rex e compagni uniranno le forze con Morag, sorella di Niall l'imperatore del titano Mor Ardain, e Zeke, principe di Tantal situata nel titano Genbu. In Tantal, il gruppo combatte contro Jin, che costringe Pyra ad arrendersi. Mentre Azurda rivela al gruppo che per salvare Pyra dovranno recuperare la vera spada Aegis brandita da Addam il precedente Ductor di Mythra, Malos estrae il potere di Pyra per riacquistare tutta la sua vera forza. Dopo che il gruppo trova la spada, diversi fantasmi che rappresentano Addam li attaccano e dopo un lungo combattimento lo spirito di Addam riterrà degno Rex. Il gruppo affronta Jin e Malos sulle Scogliere di Morytha e durante lo scontro Pyra / Mythra rivelerà la sua vera forma come Aegis, Pneuma. Malos con il potere di Ophion, fa cadere il gruppo a Morytha, la terra devastata sotto il Mare delle Nuvole e si dirige su Elysium per incontrare l'Architetto, colui che lo ha creato, e distruggere l'intera umanità.
A Morytha, il gruppo è costretto a collaborare con un Jin indebolito. Amalthus grazie a una serie di esperimenti riesce a controllare tutti i Titani e attacca il gruppo ma Jin, dopo che il gruppo riesce a eliminare la connessione tra Amalthus e i titani, riesce a ucciderlo scatenando tutto il suo potere e morendo insieme a lui. Il gruppo arriva a Elysium e scopre che si tratta di un'enorme stazione orbitante situata nello spazio al di sopra del pianeta e qui incontra l'Architetto, uno scienziato di nome Klaus che spiega come tutto il mondo e le creature che vi dimorano in realtà sia opera sua a seguito di un esperimento che ha distrutto il mondo precedente e che ha risucchiato in un'altra dimensione metà del suo corpo.
Sentendo che l'altra metà del suo corpo sta per morire, il che porterà alla sua stessa morte, Klaus esorta il gruppo a fermare Malos prima che ciò avvenga. Dopo la sconfitta e la morte di Malos, Klaus muore, ma non prima di concedere a Rex e al gruppo "l'ultimo dono" ossia una nuova terra creata dall'unione di tutti i titani. La morte di Klaus fa sì che Elysium inizi a sgretolarsi. Pneuma aiuta il gruppo a fuggire e si sacrifica per far sì che i detriti non distruggano Alrest. Durante la fuga il gruppo sopravvive grazie a Pneuma che fa tornare Azurda alla sua forma adulta; grazie a lui il gruppo fa ritorno su Alrest e ammira che il mare di nuvole si è dissolto e i titani si stanno radunando e fondendo per creare un'unica massa terrestre.

### Personaggi
- Rex: È un giovane Salvager (recuperatore di tesori), che vive su un titano di nome Azurda (che chiama Nonno). Un giorno viene chiamato per una missione e finisce per diventare il driver di Pyra.

- Pyra: È una Blade leggendaria conosciuta come l'Aegis ed è il bersaglio principale di un'organizzazione chiamata Torna; padroneggia l'elemento fuoco.

- Mythra: È la vera forma di Pyra; padroneggia l'elemento luce.

- Azurda: È un titano secolare simile nell'aspetto ad un drago. Ferito durante uno scontro con Torna regredirà allo stadio larvale.

- Nia: È una ragazza gormotta della stessa età di Rex ed è e un ex membro di Torna. È accompagnata dal Blade Dromarch.

- Dromarch: È il Blade di Nia e il suo aspetto è simile a quello di una tigre bianca. Padroneggia l'elemento acqua.

- Tora: È un Nopon con un grande amore per la meccanica. A causa della sua incapacità nel evocare un vero Blade ne crea uno artificiale che chiama Poppi.

- Poppi: È il Blade artificiale di Tora; non ha un elemento fisso a differenza degli altri Blades.

- Morag: È una giovane donna conosciuta come l'Inquisitore di Mor Ardain. All'inizio del gioco appare come antagonista ma dopo aver appreso le motivazioni di Rex si unirà a lui. È accompagnata dalla Blade Brighid.

- Brighid: È la Blade di Morag, conosciuta anche come la blade più potente dell'impero. Una delle sue caratteristiche sono i suoi occhi, che sembrano essere sempre chiusi e i suoi capelli avvolti da fiamme azzurre. Padroneggia l'elemento fuoco.

- Vandam: È il capo di una compagnia mercenaria del regno di Uraya. È accompagnato dal Blade Rok.
- Rok: È il Blade di Vandam e il suo aspetto è quello di un uccello umanoide. Padroneggia l'elemento vento.

- Zeke: È il principe bandito del regno di Tantal. Originariamente appare come un nemico, ma si unisce al gruppo di Rex dopo aver chiarito le sue ragioni. È accompagnato dalla Blade Pandoria.

- Pandoria: È la Blade di Zeke, ha una attrazione sentimentale per il suo driver e padroneggia l'elemento elettricità.
- Amalthus: È il pretore di Indol. È estremamente vecchio, nonostante le apparenze, ed è il driver di Fan la Norne, di Cole e di Malos.
- Fan la Norne: È una dei Blades di Amalthus. Il suo vero nome è Haze, ma il pretore manipolò il suo cristallo prendendone per sé metà e modificandone così i ricordi. Nella sua nuova identità è conosciuta come la "Dea di Indol". È in grado di limitare i poteri degli altri Blades e dei Titani.
- Cole: È un uomo anziano che vive a Fonsa Myma, la capitale del Regno di Uraya, come drammaturgo. In passato è stato uno dei Blades di Amalthus con il nome di Minoth.
- Jin: È il leader dell'organizzazione Torna. È un Blade indipendente in grado di controllare le particelle elementari.
- Malos: come Pyra/Mythra è un Aegis. A causa dell'odio del pretore Amalthus per l'umanità al momento del suo risveglio Malos dimostra un'efferata sete di sangue e distruzione. In origine, con il nome di Logos, era insieme a Pneuma ed Ontos una delle tre unità che componevano il Trinity Processor nella stazione orbitante Rhadamanthus.
- Pneuma: È la vera forma di Pyra/Mythra e insieme a Logos ed Ontos era una delle tre unità che componevano il Trinity Processor.
- Architetto: si vede solo verso le fasi finali del gioco. Il suo vero nome è Klaus ed era uno scienziato del pianeta terra. È colui che ha dato vita all'universo attualmente conosciuto sulle ceneri di quello precedente.

## Modalità di gioco

Scena di combattimento del gioco

Xenoblade Chronicles 2 è un gioco di ruolo d'azione, il terzo titolo della serie Xenoblade. Simile ai giochi precedenti, il giocatore controlla il leader di un gruppo di 3 personaggi. Il leader può essere cambiato attraverso il menu di gioco. Il giocatore muoverà manualmente il leader del gruppo e sempre manualmente ne determinerà le azioni mentre i due restanti membri attaccheranno automaticamente e sempre in modo autonomo decideranno quali abilità e colpi utilizzare.
Il mondo di gioco è un open world con un ciclo diurno e notturno che spesso influisce sugli eventi di gioco, tra cui missioni, forza nemica e disponibilità degli oggetti. A differenza dei due titoli precedenti, che consistevano in un mondo aperto e coeso attraverso il quale il giocatore poteva viaggiare ininterrottamente, il gioco di questo nuovo capitolo si svolge su diversi Titani antropomorfi simili per flora e fauna al titano umanoide Bionis di Xenoblade Chronicles; I vari titani sono raggiungibili attraverso dei punti di viaggio veloce mano a mano che si sbloccano lungo la trama del gioco.
Rispetto ai giochi precedenti, in questo titolo i personaggi del gruppo, detti Ductor, controllano a loro volta altri personaggi noti come Gladius. Ogni personaggio può gestire solo tre Gladius alla volta e la loro scelta determina la classe del personaggio che li utilizza tra attaccante, guaritore e difensore. I Gladius e le loro abilità si basano su otto elementi: fuoco, acqua, vento, ghiaccio, elettricità, terra, luce e buio. I Gladius si distinguono in comuni e rari; quelli rari sono 40 più ulteriori 11 ottenibili tramite i contenuti aggiuntivi e la partita Nuovo Gioco +  e si differenziano dai comuni per il loro aspetto completamente unico. La maggior parte dei Gladius rari del gioco non fanno parte della storia principale e possono essere assegnati a qualsiasi Ductor; tra i Gladius rari ci sono KOS-MOS e T-ELOS della sotto serie Xenosaga.

## Sviluppo
Il gioco è stato sviluppato per Nintendo Switch da Monolith Soft ed è il terzo capitolo della serie Xenoblade Chronicles, seguendo l'originale Xenoblade Chronicles e Xenoblade Chronicles X. I piani per il gioco sono iniziati nel 2014, durante la seconda metà dello sviluppo di Xenoblade Chronicles X. Mentre Xenoblade Cronicles seguiva la struttura tipica di un JRPG basato sulla storia, Xenoblade Chronicles X pose meno enfasi su quell'aspetto concentrandosi sull'esplorazione dell'open world e sulle singole missioni. Il team di sviluppo sentendo i pareri non entusiasti dei fan per il cambiamento dato alla serie decise quindi di lavorare al nuovo capitolo incentrandolo nuovamente sulla storia. Poiché la modalità di gioco era più una continuazione del primo gioco, decise come titolo Xenoblade Chronicles 2.
Uno degli obiettivi di Monolith Soft per il gioco era quello di dare ai personaggi una gamma più ampia di espressioni facciali rispetto ai titoli passati. Il character designer principale è stato affidato a Masatsugu Saito, che stava progettando personaggi per un videogioco per la prima volta. Gli sviluppatori lo scelsero per dare ai protagonisti uno stile artistico simile ad un anime e quindi più espressivo rispetto ai titoli precedenti, che presentavano un tipo di modellazione più realistico ma un po' troppo rigido. L'artista Tetsuya Nomura di Square Enix  è stato il responsabile dei personaggi dell'organizzazione Torna. Takahashi ha cercato di lavorare con Nomura, ma poiché quest'ultimo era impegnato su altri giochi di Square Enix, si avvicinò esitante alla sua Compagnia con la speranza che lo lasciassero lavorare come un artista ospite. Con sorpresa di Takahashi la proposta fu accettata. Altri artisti ospiti hanno contribuito alla realizzazione quali ad esempio i veterani della serie Xeno Kunihiko Tanaka e Soraya Saga, che hanno progettato alcuni dei Blades del gioco come KOS-MOS, uno dei protagonisti di Xenosaga. La trama del gioco è stata concepita da Takahashi, con l'assistenza degli sceneggiatori Yuichiro Takeda e Kazuho Hyodo. Takaeda ha anche lavorato come scrittore negli ultimi due giochi Xenoblade ed ha dichiarato che le tecniche di scrittura e il flusso di lavoro per Xenoblade Chronicles 2 erano simili a quelli di un film. Anche se questo nuovo capitolo è un seguito del primo Xenoblade Chronicles, presenta un nuovo mondo e nuovi personaggi.

## Colonna sonora
La colonna sonora è costituita da circa 120 brani suddivisi in 6 dischi, ed è stata composta da Yasunori Mitsuda (già compositore di Chrono Trigger, Xenogears e Xenosaga Episode I: Der Wille zur Macht), Manami Kiyota, Kenji Hiramatsu e dal gruppo ACE.
Disco 1
1. Xenoblade II - Where It All Began -
2. Elysium, in the Blue Sky
3. Argentum
4. Argentum/Night
5. Bana's Theme
6. A Ship in a Stormy Sea
7. The Ancient Vessel
8. Exploration
9. A Portent Crawling Over
10. Elysium in the Dream
11. The Awakening
12. Crossing Swords
13. Incoming!
14. Gormotti Forest
15. Gormott
16. Gormott/Night
17. Battle!!
18. Torigoth
19. Torigoth/Night
20. Wanted Nia
21. Omens of Life
22. Awakened DNA
23. A Nopon's Life
24. Tiger! Tiger!
25. A Brewing Storm

Disco 2
1. Titan Battleship
2. Monster Surprised You
3. Irritation
4. Where We Used To Be
5. Friendship
6. The Towering Yggdrasil
7. Ophion
8. Womb Center
9. Garfont Mercenaries
10. Garfont Mercenaries/Night
11. Death Match With Torna
12. Kingdom of Uraya
13. Kingdom of Uraya/Night
14. Those Who Stand Against Our Path
15. Fonsa Myma
16. Fonsa Myma/Night
17. The Heroic Adventures
18. The Beginning of Darkness
19. Drifting Soul

Disco 3
1. Counterattack
2. You Will Recall Our Names
3. Desolation
4. Contrition
5. War and Peace
6. Driver VS
7. Alba Cavanich
8. Alba Cavanich/Night
9. Running
10. Mor Ardain - Roaming the Wastes -
11. Mor Ardain/Night
12. Eye of Shining Justice
13. Bringer of Chaos! Ultimate
14. Song of Giga Rosa
15. Jump Towards the Morning Sun
16. Leftherian Archipelago
17. Leftherian Archipelago/Night
18. Gramps
19. Gramps/Night
20. A Place in the Sun

Disco 4
1. Our Eternal Land
2. We Are the Chosen Ones
3. Misgivings
4. The Impending Crisis
5. Temperantia
6. Over the Sinful Entreaty
7. Tantal
8. Tantal/Night
9. Ever Come to and End
10. Shadow of the Lowlands
11. The Past Revealed
12. The Decision
13. Loneliness
14. Spirit Crucible Elpys
15. Tensed Mind
16. Drifting Soul (Violin Version)
17. A Faint Hope
18. Cliffs of Morytha
19. Still, Move Forward!
20. Land of Morytha

Disco 5
1. Yggdrasil
2. Past From Far Distance
3. With People and Darkness
4. The Power of Jin
5. Praetor Amalthus - The Acting God -
6. Walking With You
7. Orbital Ring
8. The Abandoned City
9. Heart in the Fog
10. Flashback
11. Sea of Clouds
12. Disappearing World
13. Battle in the Skies Above
14. After Despair and Hope
15. Our Hope
16. Parting
17. The Tomorrow With You
18. Escape - Going Through Clouds -
19. Elysium
20. White All Around Us
21. One Last You

Disco 6
1. New Area
2. Tutorial
3. Quest Order
4. Landmark
5. Secret Area
6. Peaceful Mind
7. Level Up
8. Blade Obtained
9. Rare Blade Obtained
10. Blade Chosen
11. Battle Result
12. Salvage Result
13. Affinity Chart Complete
14. Hunting Succeeded
15. Skill in Action
16. Quest Clear
17. Gormott (Piano Arrange)
18. Battle!! (Piano Arrange)
19. The Ancient Vessel (Piano Arrange)
20. Counterattack (Piano Arrange)
21. One Last You (Piano Arrange)

## Accoglienza
Xenoblade Chronicles 2 è attualmente il gioco della serie Xeno ad aver venduto più copie in assoluto, e ha ricevuto recensioni molto positive dalla critica. La rivista giapponese Famitsū lo ha recensito con un 35/40 (9/9/8/9), mentre le testate italiane Multiplayer.it e Everyeye.it lo hanno valutato rispettivamente con 9.4 e 9.2, elogiandone principalmente la storia, le ambientazioni, la colonna sonora e le nuove meccaniche di gioco. La valutazione complessiva su Metacritic risulta essere di 83/100.